# Louis-François Dubois de Saint-Gelais
Pour les articles homonymes, voir Dubois et Saint-Gelais (homonymie).
Louis-François Dubois de Saint-Gelais, né en 1669 à Paris et mort dans sa terre de Cires-lès-Mello le 23 avril 1737, est un homme de lettres français.

## Biographie
Dubois fit d’excellentes études et se chargea de l’éducation des enfants de Delaunay, directeur de la monnaie des médailles, qui, par reconnaissance, lui procura une charge de contrôleur des rentes de l’Hôtel-de-Ville.
Dans la suite il fut envoyé commissaire de la marine à Amsterdam, et remplit les fonctions de secrétaire de l’ambassadeur d’Espagne au congrès d'Utrecht. Après avoir visité les principales cours de l’Europe, il revint à Paris et partagea ses loisirs entre la culture des lettres et la société des artistes et des savants. Le 25 janvier 1725, il fut reçu, en qualité d'historiographe, à l’Académie royale de peinture et de sculpture, il travaillait à l’histoire de cette compagnie, lorsqu’il mourut.
Dubois jouissait d’une réputation d’homme très instruit. Jordan, qui l’avait visité fréquemment pendant son séjour à Paris, en parle en ces termes : « Saint-Gelais paraît un très-honnête homme et un bon littérateur. Il a beaucoup voyagé ; il serait en état de fournir des mémoires sur bien des faits historiques. » (Voyage littéraire, 61).
Il était en correspondance avec Lacroze qui lui adressa, sans doute d’après sa demande, la liste chronologique de ses ouvrages dans une lettre dont Jordan a publié des fragments dans la Vie de Lacroze, p. 64 et suiv.
Dubois a traduit de l’italien la Philis de Scire, de Bonarelli, avec une dissertation sur le double amour de Clélie, Bruxelles, 1707, 2 vol. in-12. Cette traduction fut estimée ; il est l’éditeur de l’État présent de l’Espagne, 1717, in-12 ; il a inséré dans ce recueil un mémoire qu’il avait rédigé pour le duc d’Arcos et qui fut présenté par ce seigneur au roi Philippe V d'Espagne, sur le rang et l’honneur des ducs et pairs ; il a revu la traduction par Lenoble du Voyage autour du monde, de Gemelli Careri. On lui attribue les Remarques sur l’Angleterre en 1713, publiées par Sallengre dans les pièces échappées au feu, mais il les a désavouées. Enfin on a de lui : Histoire journalière de Paris pendant l’année 1716 et les six premiers mois de l’année 1717, Paris, 2 vol. in-12 ; il reçut l’ordre de nе pas continuer cet ouvrage. 
Sa Description des tableaux du Palais-Royal, avec la vie des peintres à la tête de leurs ouvrages,  (Paris, 1727 révisée en 1737) établit le premier inventaire de la collection de la maison d'Orléans.
Le Mercure de France a également publié une notice sur Dubois de Saint-Gelais dans son numéro de mai 1737.

## Pour approfondir